# Keldağ
Keldağ (arabsky جبل الأقرع‎, v přepisu do češtiny Džabal al Akrá, v poturčené podobě Cebel-i Akra, latinsky Mount Casius) je vrchol v jižním Turecku, na samotné hranici se Sýrií. Vrchol, který je tvořen vápencem, má nadmořskou výšku 1717 m a nachází se přímo při mořském břehu. Historicky byla hora vnímána jako klíčový orientační bod především pro námořníky. Jedná se o neaktivní sopku.

## Přírodní poměry
Hora je nápadná především ze Středozemního moře, neboť její vysoký vrchol leží jen 3,7 km od mořského břehu. Ze západní strany, kde se pobřeží nachází, jsou svahy rozeklané, dělené řadou údolí a velmi prudké. Z dalších stran přechází potom pozvolněji do horské krajiny. Ze strany jižní ji od většiny syrského území oddělují přirozená dlouhá údolí. V jeho blízkosti ústí také do moře řeka Orontes.

## Historie a název

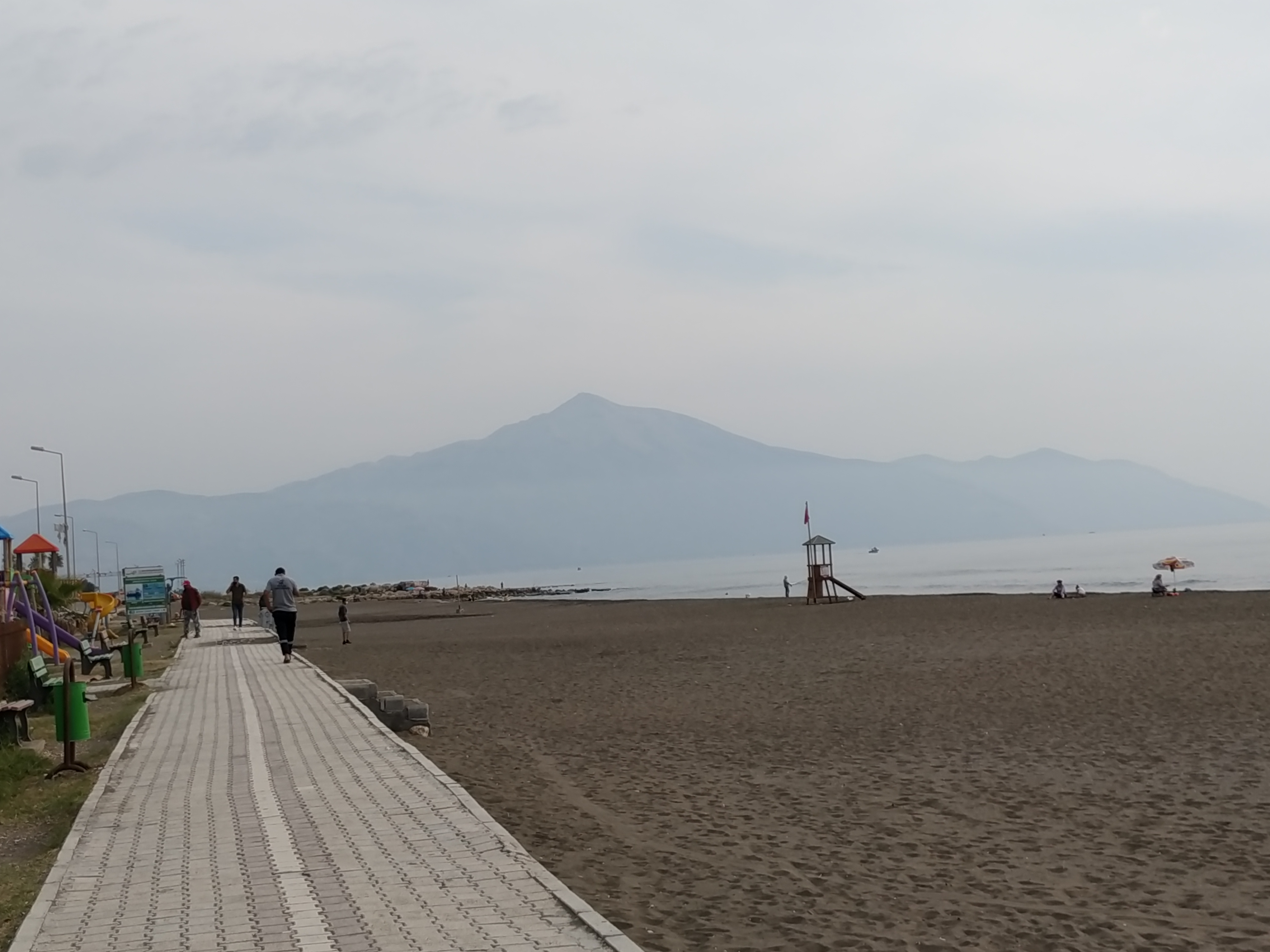
Pohled na horu v roce 2020.

Hora je vnímána u některých náboženství jako posvátná. Tento status u ní má velmi dlouhou tradici. Uctívali ji například Chetité. Ti ji označovali jako Ḫazzi.
Jižně od úpatí hory se na pobřeží nacházel antický přístav Ugarit. Při archeologických průzkumech v 20. letech 20. století zde byly odhaleny texty, které označovaly horu pod názvem Sapan (Ṣapānu). Tehdejší lidé věřili, že se v hoře nachází paláce jejich boha bouří a jeho sestry. V hebrejských starověkých textech je hora označována jako Hora Cafon (hebrejsky צפון‎). Označení se začalo později v hebrejském jazyce používat obecně pro sever, neboť od Židy osídlených oblastí se hora nachází severním směrem.
V latině byla hora označována jako Cassius, což je název, který byl nejspíše převzat ze starořčtiny (Κασιος). V starořeckých náboženských textech se objevuje tato hora a někteří bohové na ní přebývali. Již během antiky zde vznikl chrám, který odkazoval na Zea z Kasia, nicméně později byly kameny rozebrány a použity na výstavbu křesťanského chrámu. Původní svatyni nejspíše ale poničilo zemětřesení; křesťanský chrám byl opuštěn v roce 1268. Někteří římští císaři na horu údajně i vystoupali, např. Seleukos I. Níkátór, Hadrián a Julianus. Podle legendy zde bylo možné vidět západ i východ slunce najednou. Mladý Hadrián zde byl údajně zasažen bleskem.
Po první světové válce byly státní hranice turecké republiky nově vytyčeny na jižním svahu hory. Dnes se zde nachází bezpečnostní pásmo, které kontroluje turecká armáda. To také znemožňuje provádět archeologický průzkum některých lokalit v oblasti.
Současný turecký název hory Keldağ znamená doslova lysá hora. To proto, že její svahy jsou jen minimálně zalesněny.
V roce 2017 byla objevena na svahu hory jeskyně, která je nicméně přístupná pouze z moře a to otvorem nacházejícím se 20 m pod mořskou hladinou.

## Fauna a flóra
Roste zde divoká tráva ferula communis. Žijí zde lišky, vlk a rys. 

## Stavby
Na jihovýchodním svahu hory se nachází pozůstatky gruzínského kláštera Barlaam, jehož původ se datuje do 5. století. Na vrcholu hory stojí vojenská instalace. Její vznik byl oznámen v roce 2020.
Na západním okraji hory se nachází turecká vesnice s názvem Denizgören.